# Joc de la botifarra
El joc de la botifarra és un joc de cartes, molt popular a Catalunya així com a algunes comarques del nord del País Valencià i a les Illes Pitiüses. És un joc per a quatre jugadors (en la modalitat normal), que van en parelles. És l'evolució d'un altre joc català de cartes practicat a Catalunya anomenat  manilla, al qual va substituir en popularitat.

## Característiques del joc

### Jugadors
El joc es juga entre quatre jugadors que, formant parella, seuran l'un al davant de l'altre.

### Cartes
S'utilitza una baralla de 48 cartes formada per quatre colls (oros, copes, espases i bastos) amb 12 cartes cadascun.

### Objectiu de la partida
L'objectiu de la partida és arribar als 101 punts abans que la parella contrària.

### Puntuació
El valor de cadascuna de les cartes és:
- Manilla (9), 5 punts
- As (1), 4 punts
- Rei (12), 3 punts
- Cavall (11), 2 punts
- Sota (10), 1 punt
- Les cartes del 2 al 8 no tenen cap punt.

Dins d'un mateix coll, l'ordre de les cartes de més alta a més baixa és el següent: 9, 1, 12, 11, 10, 8, 7, 6, 5, 4, 3 i 2.
Per cada basa guanyada es compta un punt. Això vol dir que en cada mà o dat hi ha 72 punts a repartir entre les dues parelles.
La parella guanyadora de cada mà, s'apuntarà la quantitat de punts que passi de 36. Cal tenir en compte que aquesta quantitat s'haurà de multiplicar per dos, quatre o vuit si hi ha hagut un contro, recontro o Sant Vicenç. Aquest resultat s'haurà de doblar si el trumfo és botifarra.

### Mecànica de joc

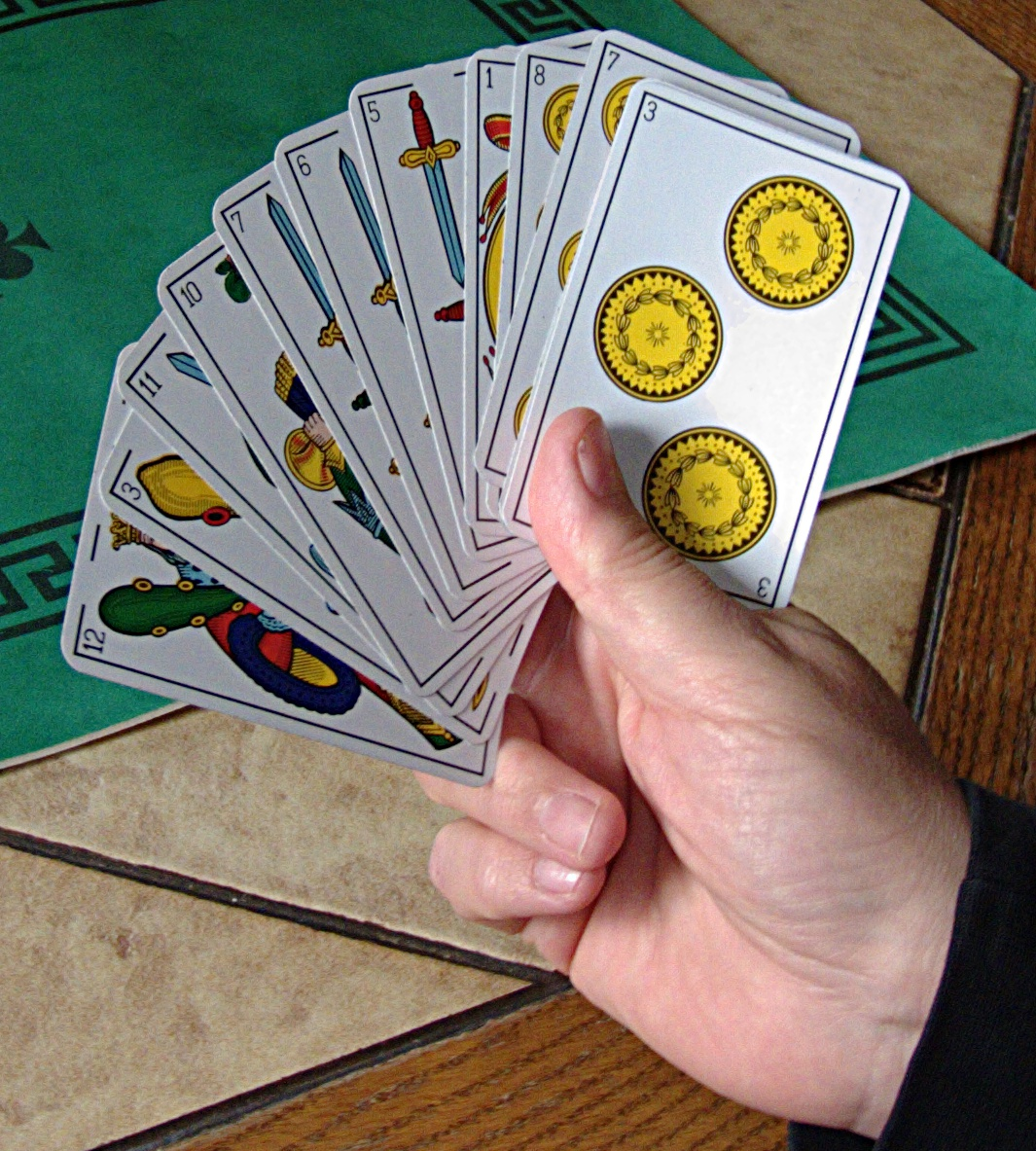
Mà a la Botifarra

Abans de començar a jugar una partida, cal establir quin jugador ha de ser el primer a repartir les cartes i triar trumfo o botifarra. Per això un dels quatre jugadors atribueix un coll a cada jugador i aleatòriament gira una carta de la baralla. Aquell jugador que tenia atribuït el coll de la carta girada serà el primer a repartir les cartes.
Alternativament, i utilitzat a Lleida, dona les cartes qui primer tingui la baralla a les mans però comença cantant qui tingui el 5 d'espases. Aquest mètode té l'inconvenient de revelar una carta als contraris.

#### Abans de repartir les cartes
El jugador situat a l'esquerra del que triarà el trumfo barrejarà les cartes. Quan ho hagi fet les deixarà a la taula de cara avall perquè el seu company les talli o escapci.

#### Repartir les cartes
El jugador que ha de triar el trumfo agafarà les cartes i les repartirà sense mirar-les ni mostrar-les als altres jugadors, de quatre en quatre successivament a cada jugador començant pel que té situat a la seva dreta fins a repartir les 48 cartes. En conseqüència, en total donarà tres voltes senceres en sentit antihorari, repartirà en total 12 cartes a cada jugador i el jugador que reparteix es quedarà les últimes quatre cartes.

#### Escollir el trumfo
Un cop repartides les cartes i abans de començar a jugar, cal escollir trumfo.
El jugador a qui correspongui escollir trumfo (el mateix que ha repartit), i a la vista de les cartes que té a la mà, haurà d'escollir ell el trumfo, o delegar al company.
Per tal d'indicar el trumfo que s'ha escollit, cal dir en veu alta el coll corresponent: oros, copes, espases o bastos. El coll que s'hagi escollit és el que mana en la mà. També hi ha l'opció de dir "botifarra". En aquest cas no hi ha cap coll que mani sobre els altres. En cas de passar el torn al company, aquest es veu obligat a fer trumfo escollint una de les opcions anteriors. (Oros, Copes, Espases, Bastos o Botifarra). Si s'escull botifarra, la quantitat de punts que s'apuntarà la parella guanyadora de la mà serà doble.

#### Contro, recontro, Sant Vicenç i barraca
Un cop s'ha escollit trumfo la parella contrària pot contrar. Contrar, vol dir que la parella que guanyi aquesta mà, sumarà el doble de punts, o el quàdruple si s'ha fet botifarra.
Per contrar, s'ha de dir clarament: "contro".
Si no es vol contrar, es donarà un cop amb la mà sobre la taula.
Pot contrar qualsevol dels jugadors de la parella que no ha fet trumfo. Només es pot contrar un cop a cada mà, és a dir, si un jugador ha contrat, el seu company ja no ho podrà fer.
Un cop la mà està contrada, els components de la parella a qui ha tocat repartir i fer trumfo, poden recontrar. Recontrar vol dir que la parella que guanyi sumarà els punts de la mà multiplicats per 4, o per 8 si és botifarra.
Per recontrar, s'ha de dir clarament: "recontro".
Si no es vol recontrar, es donarà un cop amb la mà sobre la taula.
Podrà recontrar qualsevol dels jugadors de la parella que no ha contrat. Només es pot recontrar un cop a cada mà.
Només si la mà està recontrada i no és botifarra, qualsevol dels jugadors de la parella que ha contrat podrà dir "Sant Vicenç", en aquest cas els punts es multiplicaran per 8. Si no es vol fer Sant Vicenç, es donarà un cop amb la mà sobre la taula.
En alguns indrets de Lleida s'accepta que la parella que ha recontrat digui “barraca” i multipliqui els punts per 16.

#### Jugar les cartes
Un cop escollit el trumfo i contrat, recontrat o Sant Vicenç, ja podem començar a jugar les cartes. El primer jugador a tirar una carta, és el que està a la dreta de qui ha repartit, per a això, n'escollirà una de les que té a la mà i la deixarà davant seu sobre la taula de cara enlaire.
A continuació, la resta de jugadors aniran jugant per ordre contrari al de les busques del rellotge, fins a completar la basa. La parella que hagi guanyat la basa, recollirà les cartes i les guardarà cara avall en un pilot. El jugador que guanyi la basa començarà la següent, i així fins a jugar totes les cartes.
Les cartes ja jugades i dipositades al pilot de cada parella, no es podran consultar, a excepció de l'última basa afegida a cada pilot.

#### Recompte de punts i continuació de la partida
Un cop jugades totes les cartes es comptaran els punts que ha fet cada parella, la parella que hagi guanyat la mà s'anotarà els punts corresponents.
A continuació, el jugador que ha repartit i escollit trumfo a la mà anterior serà l'encarregat de barrejar les cartes, el seu company de tallar la baralla, i el de la seva dreta de repartir i escollir trumfo, i així successivament fins al final de la partida.

### Final de la partida
La partida s'acaba quan una de les parelles ha aconseguit superar els 100 punts.

### Començament d'una nova partida
Si un cop acabada una partida se'n vol començar una altra (i si els jugadors i les parelles són els mateixos) es continuarà el mateix procediment de barrejar l'últim que ha fet trumfo, i repartirà i farà trumfo el jugador de la seva dreta.

## Reglament
Com a resum podem dir que únicament estem obligats a matar les cartes dels contraris, no les del company i que sempre (si en tenim) hem de tirar cartes del coll de sortida.
Les normes per a jugar les cartes en la botifarra són diferents al llarg del territori. Es distingeixen dues grans variants.

### Variant Obligada
És la variant més utilitzada a les comarques gironines i de la Catalunya Central. Rep el nom del fet que quan no es pot superar una basa el reglament és molt restrictiu i obliga a jugar la carta més petita.
Les normes són les següents:
- El primer jugador a jugar la basa pot jugar qualsevol carta. El coll d'aquesta carta és el que anomenarem coll de sortida.
- Per la resta de jugadors les normes són les següents:
  - Si la basa va del company (la carta del company és la que està guanyant la basa):
    - Si el jugador té cartes del coll de sortida haurà de jugar obligatòriament una carta d'aquest coll que serà una carta amb punts (10, 11, 12, 1 o 9) o bé la més petita del coll.
    - Si el jugador no té cartes del coll de sortida pot jugar una carta amb punts o bé la més petita d'un coll.

  - Si la basa no va del company (la carta guanyadora és d'un dels jugadors de la parella contrària):
    - Si el jugador té cartes del coll de sortida...
      - ...i pot superar la basa, haurà de jugar una carta d'aquest coll que superi la basa.
      - ...però no pot superar la basa, haurà de jugar la carta més petita d'aquest coll.

    - Si el jugador no té cap carta del coll de sortida però en té d'altres que guanyen la basa (trumfo) haurà de jugar una carta que guanyi la basa.
    - Si el jugador no té ni cap carta del coll de sortida ni cap carta que guanyi la basa, pot jugar la carta més petita d'un coll.

### Variant lliure
És la variant més utilitzada a les comarques lleidatanes. Rep el nom del fet que com que no s'està obligat a tirar la carta petita d'un coll, el jugador pot enganyar a la parella contrària i fer-li creure que ja no té més cartes d'un determinat coll. Per exemple, si el primer jugador tira el 4 de copes i el següent jugador tira el 3 de copes, en aquesta variant el segon jugador encara pot tenir el 2 de copes i, per tant, enganyar. En la variant de jugar la petita això no és possible, perquè de tenir-lo hauria hagut de jugar el 2 de copes, en lloc del 3.
Les normes són les següents:
- El primer jugador a jugar la basa pot jugar qualsevol carta. El coll d'aquesta carta és el que anomenarem coll de sortida.
- Per la resta de jugadors les normes són les següents:
  - Si la basa va del company (la carta del company és la que està guanyant la basa):
    - Si el jugador té cartes del coll de sortida haurà de jugar obligatòriament una d'aquestes sense necessitat de superar-la.
    - Si el jugador no té cartes del coll de sortida pot jugar qualsevol carta.

  - Si la basa no va del company (la carta guanyadora és d'un dels jugadors de la parella contrària):
    - Si el jugador té cartes del coll de sortida haurà de jugar-ne una d'aquest coll i sempre que pugui haurà de matar-la.
    - Si el jugador no té cap carta del coll de sortida però en té d'altres que guanyen la basa (trumfo) haurà de jugar una carta que guanyi la basa.
    - Si el jugador no té ni cap carta del coll de sortida ni cap carta que guanyi la basa, podrà jugar la carta que vulgui.

### Variant intermèdia
La variant de jugar la petita és molt restrictiva i es pot donar el cas, que un jugador es veu obligat a donar punts a la parella contrària pel fet que no supera una basa i ha de jugar la carta més petita d'un coll tot i saber que la basa l'acabarà guanyant el seu company. Altrament hauria pogut tirar una carta amb punts i així no perdre'ls posteriorment. Per evitar aquesta situació hi ha una variant que permet aquest fet. Cal acordar al principi de la partida si s'ha d'avisar o no de quan es fa aquesta jugada dient: Carrego
La variant de jugar la petita és molt més restrictiva i, per tant, el joc i possibilitats de les cartes que tenen els jugadors és molt més controlat. La variant de jugar a enganyar és molt més incert i les possibilitats de les cartes que tenen els jugadors són més àmplies. No hi ha una variant millor que l'altra, cada jugador en prefereix una. És per això que a vegades es fa difícil jugar una partida entre jugadors de variants diferents. La variant intermèdia acostuma a ser la solució per a disputes d'aquesta mena.

## Incompliment de les normes
L'incompliment de qualsevol norma suposa per la parella infractora una sanció que representarà la pèrdua dels punts en joc. És a dir, l'altra parella anotarà 36 punts si és una mà normal, 72 si el trumfo és botifarra o va contrat, etc.
Donar malament les cartes, suposa començar una nova mà. No es penalitzarà amb cap punt, però repartirà i farà trumfo el jugador situat a la dreta del que s'ha equivocat i, per tant, es perdrà l'opció a escollir trumfo.

## Altres variants menors
El fet que la botifarra sigui un joc molt popular ha comportat que cada àrea geogràfica acabi adoptant normes més locals. Les variants són moltes però no tant significatives com per suposar un nou reglament. Aquí hi ha un llistat d'aquestes altres variants.

### Del nombre de jugadors

#### De quatre jugadors individuals
En aquesta variant els jugadors no van per parelles. Cadascú va sol. No es pot passar el trumfo. Només es pot contrar i si el trumfo és botifarra ni això. Quan un jugador ja no pot aconseguir cap més basa, ha de jugar si en té una carta dels següents colls i per ordre: oros, copes, espases i bastos. Aquesta última norma és per evitar afavorir conscientment un jugador rival en lloc d'un altre. Els punts a anotar al final de cada dat poden ser positius (si passen de 18) o negatius (si no hi arriben).

#### De tres jugadors
Es segueixen les mateixes normes que en el cas de quatre jugadors individuals amb les següents excepcions. Els punts a anotar al final de cada dat poden ser positius (si passen de 24) o negatius (si no hi arriben). La baralla constarà de 36 cartes, ja que es juga sense dosos, tresos i quatres.

#### De dos jugadors
Aquesta variant també es coneix com la del rector i el vicari.
Cada jugador col·loca al seu davant 6 pilots de 4 cartes cap per avall. Només la carta superior de cada pilot està girada de manera que queda visible. El jugador que ha de fer trumfo ho fa només veient aquestes 6 cartes. A vegades no es permet fer trumfo i és trumfo la carta visible de l'últim pilot del jugador que li toqui. Només es pot jugar una carta que quedi visible. Com que les cartes són visibles pels dos jugadors es pot enganyar. Quan es juga una carta, si del pilot que s'ha jugat encara hi ha cartes, es gira la superior de manera que pot ser jugada en la següent mà. El recompte de punts és l'habitual, però s'anota un punt cada dues bases en lloc d'una. Si al final sobra un basa, el punt d'aquesta basa se l'anotarà el jugador amb menor puntuació en aquest dat.
Una altra variant per a jugar amb dos jugadors és similar a l'anterior però amb només 4 pilots de 4 cartes per a cada jugador. A més a més d'aquestes cartes, cada jugador rep 8 cartes més que les tindrà en mà de manera que només ell les veu. Les cartes a jugar són les que el jugador tingui en mà, més les visibles del pilots. Si un jugador es queda sense cartes a la mà, només podrà jugar amb les dels pilots.

### Del valor de les cartes
En algunes variants el 3 de cada coll és la segona carta amb més valor, per darrere del 9.

### Del final de la partida
Hi ha altres variants que cal arribar als 73, 100, 200 o 201 punts. En els torneigs és habitual jugar a un número de dats (normalment 8 o 12) i guanya la parella que més punts ha acumulat al final.

### De qui fa trumfo al començament d'una partida
En algunes zones, per començar una partida reparteix un jugador qualsevol, sense importar quin. Un cop repartides les cartes el primer jugador amb possibilitat d'escollir el trumfo és el que té el cinc d'espases. Els següents dats, segueixen normalment, fent trumfo successivament el jugador de la dreta.
També es pot tallar i es mira el coll de la carta de sota i després des de la posició d'aquell que talla començar de la seva dreta donat l'ordre: Oros, Copes, Espases i Bastos i toca a qui toca repartir i cantar.

## Estratègies

### Sortides
La sortida del jugador que fa la primera basa és de les jugades més importants en el joc de la botifarra. Cal tenir-ho especialment en compte, donat que condiciona de manera essencial el desenvolupament posterior del joc.
Quina és la primera carta que hem de llençar depèn de si es tracta de trumfo directe, trumfo delegat, si es tracta de botifarra, si s'ha contrat, etc. Anem a veure les principals estratègies de sortida.

#### Sortides amb trumfo cantat
Sortides de manilla : És aconsellable sortir de manilla, quan va acompanyat de l'as o el rei. En cas que tinguem manilla i rei, estarem demanant al company que ens posi l'as sobre la nostra manilla, per poder fer-nos el rei al següent vol.
Sortides d'as: Es fa per indicar al company que tens el rei.
Sortides de rei: Es fa quan no hi ha una sortida clara i surts a defensar l'as del company en cas que el tingui, es farà sempre amb 2 o 3 cartes acompanyades del rei. És de les millors sortides que hi ha. Si el teu company té la manilla fas 9 punts i en cas que tingui l'as, al sortir tu de rei, li estàs defensant l'as. Per tant, davant el dubte, sortir de rei sempre està ben jugat.
Sortides de cavall: És una de les sortides més perilloses que té el joc, juntament amb la de sota. És perillosa perquè hi ha possibilitats que el contrincant de la teva dreta apreti la teva figura i obligui al teu company a posar l'as i l'últim a matar de manilla. En qualsevol cas, igualment que de sota, sortirem de cavall quan hàgim de defensar un as. En cas que no hi hagi as, sortirem de sota per fer quelcom semblant que amb la sortida de rei, intentar defensar algun as al company.
Sortides de sota: Es fa per defensar l'as igual que la sortida de cavall, hi ha el risc que posem l'as del company al mig. En qualsevol cas la valentia és un valor en el joc de la botifarra i mai s'ha de dir que sortir de figura està mal jugat.
Sortides de palla: Quan no hi ha gaire de què sortir i no tens molt per defensar.
Sortides amb joc contrat: És aconsellable o sortir de carta sola o encarar-se manilles i asos.
Sortides amb botifarra: Cal aclarir que cada jugador té la seva forma de jugar la modalitat de botifarra. És aconsellable que qui canti botifarra estigui al mig, és a dir que entri el seu company i que aquest posi una figura sobre la taula, d'aquesta manera, qui canta botifarra (que és qui té manilles) podrà agafar la majoria de punts. Un cop dins qui canta botifarra té l'opció de jugar: Manilla, as. Defensar-se un as. O sortir per sota de manilla. És a dir si disposes de manilla i 4 cartes petites de copes per exemple. Sortiràs de la petita de copes, per indicar al company que tens la manilla, d'aquesta manera, encara que els altres es facin l'as. un cop entris amb la manilla és molt probable que al tercer dat de copes siguis ferm.

### Contrasortides
Arrastrades: S'anomena arrastrada la tirada en què s'eliminen els trumfos que s'hagin cantat. Si es canten bastos, per exemple, i els que els han cantat quan entren juguen una carta de bastos, és el coll que dominen i el que intenten és treure trumfos de la taula, per tan a aquesta jugada l'hi en direm arrastrada. Ara bé arrastrar amb "contrasortida". Significa que surts del coll que han cantat l'equip contrari. Amb això estem indicant al nostre company que tenim dues manilles o bon joc. Si els rivals canten bastos i jo surto de bastos, indico al meu company que tinc bon joc però no el suficient per contrar.

#### El Descart
El descart o anada és de les jugades més profitoses del joc. Quan el nostre company guanya una basa i nosaltres no tenim cap carta del coll que el company guanya. Nosaltres en no tenir obligació de fallar, podem tirar una carta que no vulguem. I si la jugada es repeteix en diverses ocasions, podem marxar de cartes que no siguin fermes i un cop entrem nosaltres, tindrem el millor joc de la taula.